# یواس‌اس ازت (آی‌دی-۳۹۸۵)
یواس‌اس ازت (آی‌دی-۳۹۸۵) (به انگلیسی: USS Ozette (ID-3985)) یک کشتی است. این کشتی در سال ۱۹۱۸ ساخته شد.